# باغز باني: لوست إن تايم
باغز باني: لوست إن تايم (بالإنجليزية: Bugs Bunny: Lost in Time) ، هي لعبة فيديو إلكترونية من نوع منصات، أنتجت سنة 1999م بترخيص من شركة وارنر برذرز، تعمل على نظام بلاي ستيشن وويندوز. اللعبة لها تتمة غير مباشرة في باغز باني أند تاز: تايم باسترز.

## وصلة خارجية
- باغز باني: لوست إن تايم على موبي غيمز